# نوسدورف دبانت
نوسدورف دبانت (به آلمانی: Nußdorf-Debant) یک منطقهٔ مسکونی در اتریش است که در لاینس واقع شده‌است. نوسدورف دبانت ۵۳٫۴۴ کیلومتر مربع مساحت دارد ۷۱۳ متر بالاتر از سطح دریا واقع شده‌است.